# Omelette
L'omelette (termine francese), anche nota come omeletta, è un piatto a base di uova rapidamente cotte con burro o olio in una padella. Differisce dalla frittata per essere cotta solo da una parte e poi ripiegata e farcita. Talvolta, per ottenere una consistenza soffice dell'omelette, vengono impiegati solo gli albumi delle uova, sbattuti con una piccola quantità di latte (oppure anche con dell'acqua).
Dopo avere fatto rapprendere nel burro l'uovo sbattuto viene ripiegata a mezzaluna o a rotolo su un ingrediente specifico, che può essere formaggio, prosciutto, funghi o altro.

## Storia
Secondo l'enciclopedia gastronomica The Oxford Companion to Food si ritiene che l'omelette abbia avuto la sua origine nell'antica Persia. Allora, infatti, l'omelette era «quasi indistinguibile» dal piatto iraniano kuku.
Secondo Alan Davidson, la parola francese omelette è entrata in uso durante la metà del '500, ma le sue varianti alumelle e alumete si ritrovano già nel 1393, nel Ménagier de Paris (tomo 2, articolo 5). François Rabelais lo citava come homelaicte d'oeufs (Pantagruel, IV, 9), Olivier de Serres come amelette, François Pierre de La Varenne come aumelette (nel Le cuisinier François), mentre la versione moderna di omelette apparve nel 1784 nella cucina borghese.